# Liste der Monuments historiques in Fossé (Ardennes)
Die Liste der Monuments historiques in Fossé führt die Monuments historiques in der französischen Gemeinde Fossé auf.

## Liste der Immobilien
| Bezeichnung       | Beschreibung | Standort               | Kennzeichnung | Schutzstatus | Datum | Bild           |
| ----------------- | --- | ---------------------- | ------------- | ------------ | ----- | -------------- |
| Kirche St-Nicolas | aus der zweiten Hälfte des 16. Jahrhunderts; nach Zerstörungen im Zweiten Weltkrieg ab 1954 wiederaufgebaut, Innenausstattung von Pierre Székely, Vera Székely und André Borderie | Rue de l’Église (Lage) | PA08000013    | Classé       | 2011  | weitere Bilder |

## Liste der Objekte
| Bezeichnung                      | Beschreibung | Standort                        | Kennzeichnung | Schutzstatus | Datum | Bild |
| -------------------------------- | --- | ------------------------------- | ------------- | ------------ | ----- | ---- |
| Tabernakel                       | Schmiedeeisen, bemalt und vergoldet, 1954 von Pierre Székely und André Borderie | in der Kirche St-Nicolas (Lage) | PM08001329    | Inscrit      | 2012  |      |
| Kreuzweg und Lesepult            | Kreuzweg in Buchform: Einband Monique Mathieu, Text und Schrift Robert Morel, Fotografien Agnès Varda, 1954/55 erstellt, 1957 zerstört; Wandkreuze und Lesepult: Schmiedeeisen 1954/55 | in der Kirche St-Nicolas (Lage) | PM08001324    | Inscrit      | 2012  |      |
| Neun Kirchenbänke                | Tannenholz, Schmiedeeisen, bemalt, 1954/55 von Pierre Székely und André Borderie | in der Kirche St-Nicolas (Lage) | PM08001326    | Inscrit      | 2012  |      |
| Drei Hängelampen                 | Metall, bemalt, 1954 | in der Kirche St-Nicolas (Lage) | PM08001328    | Inscrit      | 2012  |      |
| Beichtstuhl                      | Tannenholz, Schmiedeeisen, bemalt, 1954/55 | in der Kirche St-Nicolas (Lage) | PM08001325    | Inscrit      | 2012  |      |
| Weihwasserbecken                 | Granit, 1954 | in der Kirche St-Nicolas (Lage) | PM08001309    | Inscrit      | 2012  |      |
| Zelebrantenstuhl und zwei Hocker | Tannenholz, Schmiedeeisen, bemalt, 1954/55 | in der Kirche St-Nicolas (Lage) | PM08001327    | Inscrit      | 2012  |      |